# معركة سرمين
معركة سرمين أو معركة تل دانيث، حدثت في 14 سبتمبر 1115، فاجأ الجيش الصليبي تحت قيادة الأمير روجر دي سالرنو وهزم جيش السلاجقة الأتراك بقيادة برسق بن برسق أمير همدان.

## ما قبل المعركة
صار شمس الخواصّ مقدّم عسكر حلب ، وتولى أقطاع الجند ، وكانت سيرته إذ ذاك صالحة ، وكان لؤلؤ الخادم حاكم الحلب في أوّل أمره مقيما بقلعة حلب لا ينزل منها ويدبّر الأمور ، فكتب إلى السّلطان على سبيل المغالطة يبذل له تسليم حلب والخزائن التي خلّفها رضوان وولده ألب أرسلان ، ويطلب إنفاذ العساكر إليه.
فوصل برسق بن برسق مقدّم الجيوش وغيرهم من أمراء السّلطان في سنة 509 هـ ، فتغيّرت نيّة لؤلؤ الخادم عمّا كان كتب به إلى السّلطان ، وكتب إلى أتابك طغتكين يستصرخه ويستنجده ، ووعده تسليم حلب اليه ، وأن يعوّضه طغتكين من أعمال دمشق ، فبادر إلى ذلك. ووصل حلب ، والعساكر السّلطانيّة ببالس متوجّهين إلى حلب فرحلوا منها إلى المعرّة ، ووصلهم الخبر أنّ ذلك اليوم وصل أتابك إلى حلب فأعرضوا عن حلب ، وساروا إلى حماة فتسلّموها. وتسلّموا رفنية من أولاد علي كرد ، وسلّموها إلى خير خان بن قراجا ، فخاف طغتكين من عساكر السلطان أن يقصد دمشق ، فأخذ عسكر حلب ، وشمس الخواص ، وايلغازي بن أرتق ، واستنجد بصاحب أنطاكية روجر وغيره من ملوك الفرنج ونزلوا أجمعين أفامية.
ونزلت العساكر السّلطانية أرض شيزر ، وجعل أتابك يريّث الفرنج عن اللّقاء خوفا من الفرنج أن يكسروا العساكر السّلطانية فيأخذوا الشّام جميعه ، أو ينكسروا فتستولي العساكر السّلطانية على ما في يده. وخاف الفرنج وضاقت صدور أمراء عسكر السّلطان من المصابرة ، فرحلوا ونزلوا حصن الأكراد وأشرف على الأخذ ، فاتّفق أتابك والفرنج على عود كلّ قوم إلى بلادهم ، ففعلوا ذلك.
توّجه أتابك إلى دمشق ، وعاد عسكر حلب وشمس الخواص إلى حلب ، فقبض عليه لؤلؤ الخادم واعتقله فعادت عساكر السّلطان حينئذ عن حصن الأكراد ، وساروا إلى كفر طاب ، وحصروا حصنا كان الفرنج عمروه بجامعها وأحكموه ، فأخذوه وقتلوا من فيه ، ورحلوا إلى معرّة النّعمان.
أمن الترك وانتشروا في أعمال المعرّة واشتغلوا بالشّرب والنّهب ووقع التّحاسد فيما بينهم ، ووصل رسول من بزاعا من جهة شمس الخواص يستدعيهم لتسليم بزاعا ، ويقول إنّ شمس الخواص مقبوض عليه عند لؤلؤ الخادم ، ولؤلؤ يكشف أخبار العساكر ويطالع بها الفرنج ، ورحل برسق وجامدار صاحب الرّحبة نحو دانيث ، يطلبون حلب ، فنزل جامدار في بعض الضّياع.

## القاتل
وصل برسق بالعسكر إلى دانيث بكرة الثلاثاء العشرين من شهر ربيع الآخر ، والفرنج يعرفون أخبارهم ساعة فساعة ، فوصلهم الفرنج ؛ وقصدوا العسكر من ناحية جبل السّماق ، والعسكر على الحال التي ذكرناها من الانتشار والتفرّق ، فلم يكن لهم بالفرنج طاقة ، فانهزموا من دانيث إلى تلّ السّلطان واستتر قوم في الضّياع من العسكر فنهبهم الفلّاحون وأطلقوهم ، وغنم أهل الضّياع ممّا طرحوه وقت هزيمتهم ما يفوت الإحصاء ، وأخذ الكفّار من هذا ما يفوت الوصف ، وغنموا من الكراع والسّلاح والخيام والدّوابّ وأصناف الآلات والأمتعة ما لا يحصى ، ولم يقتل مقدّم ولا مذكور.